# Liste der Kulturdenkmäler in Frankfurt-Sachsenhausen (A–K)
In der Liste der Kulturdenkmäler in Frankfurt-Sachsenhausen sind alle Kulturdenkmäler im Sinne des Hessischen Denkmalschutzgesetzes in Frankfurt-Sachsenhausen, einem Stadtteil von Frankfurt am Main, aufgelistet. Aus Größengründen ist die Liste in drei Teillisten (Liste der Kulturdenkmäler in Frankfurt-Sachsenhausen (A–K), die Liste der Kulturdenkmäler in Frankfurt-Sachsenhausen (L–Z) und die Liste der Kulturdenkmäler auf dem Frankfurter Südfriedhof aufgeteilt.
Grundlage ist die Denkmaltopographie aus dem Jahre 1994, die zuletzt 2000 durch einen Nachtragsband ergänzt wurde.

## Kulturdenkmäler in Sachsenhausen

### Affentorplatz bis Cranachstraße
| Bild                                    | Bezeichnung                            | Lage | Beschreibung | Bauzeit                        | Objekt-Nr. |
| --------------------------------------- | -------------------------------------- | --- | --- | ------------------------------ | ---------- |
| Affenbrunnen                            | Affenbrunnen                           | Affentorplatz LageFlur: 477, Flurstück: 112/1 | Der Frankfurter Bildhauer Georg Krämer schuf 1958 hinter einem der Wachhäuser am Affentorplatz den heutigen Affen-Brunnen. Ein Vorgängerbrunnen mit Brunnenbecken in Affenform aus dem Jahr 1938 wurde im Zweiten Weltkrieg bei den Luftangriffen auf Frankfurt am Main zerstört. Der heutige Brunnen wird von der Figur eines Pavians gekrönt. | 1958                           | 153540 DDB |
| weitere Bilder                          | Affentorhäuser                         | Affentorplatz LageFlur: 477, Flurstück: 112/1, 2 | Klassizistisches Wachgebäude nach Entwürfen von Johann Friedrich Christian Hess | 1810/11                        | 153541     |
| weitere Bilder                          | Wasserbehälter                         | Altes Schützenhüttengässchen LageFlur: 564, Flurstück: 89 | Bastionsartiger Portalbau des Gegenbehälters der Vogelsbergwasserleitung von 1873 und 1878/79 in Anlehnung an klassizistische Mundlochfassungen von Bergwerken. | 1873                           | 153542 DDB |
| weitere Bilder                          | Katholische St.-Wendelins-Kirche       | Altes Schützenhüttengässchen 2–6 LageFlur: 564, Flurstück: 90/1 | Die katholische Pfarrkirche St. Wendel entstand nach Plänen des Architekten Johannes Krahn und ist dem heiligen Wendelin geweiht. | 1955–57                        | 156612     |
| weitere Bilder                          | Heiligenstock                          | Auf dem Mühlberg 12 LageFlur: 583, Flurstück: 43/4, 44/6 | Spätgotischer Heiligenstock des 15. Jahrhunderts | 15. Jahrhundert                |            |
| weitere Bilder                          | Park                                   | Auf dem Mühlberg 30 LageFlur: 578, Flurstück: 1/3 | Spätklassizistische Grünanlage | 1. Hälfte des 19. Jahrhunderts |            |
| weitere Bilder                          | Goethe-Tempel                          | Auf dem Mühlberg 30 LageFlur: 578, Flurstück: 1/3 | Rundbau des Spätklassizismus mit Säulenportal und flankierenden Treppenläufen. | um 1830                        |            |
| weitere Bilder                          | Wohnhaus Auf dem Mühlberg 45           | Auf dem Mühlberg 45 LageFlur: 581, Flurstück: 46/23 | Barockes Wohnhaus mit teilweise verschieferter Fassade unter steilem Mansarddach. | 18. Jahrhundert                |            |
| Fritz-Kissel-Siedlung, Breslauer Straße | Fritz-Kissel-Siedlung                  | Beuthener Straße 2–24, Breslauer Straße 1–37, 2–66, Karlsbader Straße 2–18, Liegnitzer Straße 1–21, 2–16, Mörfelder Landstraße 175–227, 179a, 195a, Teplitz-Schönauer Straße 1–43, 2–42, Ziegelhüttenweg 40–72 Lage | Fritz-Kissel-Siedlung, Architekt Krüger | 1951–1954                      |            |
| Mietshaus Böcklinstraße 1               | Mietshaus Böcklinstraße 1              | Böcklinstraße 1 LageFlur: 529, Flurstück: 235/21 | Mietshaus des Neoklassizismus nach Entwürfen von Otto Bäppler mit prägenden Risaliten. Teil einer Baugruppe mit Passavantstraße 1/3/5 und Holbeinstraße 38 | 1913                           |            |
| weitere Bilder                          | Mietshausgruppe Böcklinstraße 2/4/6    | Böcklinstraße 2/4/6 LageFlur: 529, Flurstück: 68/27, 69/27, 70/28, 71/28, 72/27 | Mietshausgruppe des Neoklassizismus nach Entwürfen der Gebrüder Heunisch mit bewegten Fronten durch Risalite und Ecktürme. Teil einer Baugruppe mit Franz-Lenbach-Straße 2. | 1912                           |            |
| weitere Bilder                          | Boehlepark                             | Boehlepark LageFlur: 557, Flurstück: 3/4 | Der Boehlepark ist ein etwa zwei Hektar großer Park in der hessischen Stadt Frankfurt am Main. Er ist benannt nach dem in Frankfurt tätigen und dort im Jahr 1916 verstorbenen Maler, Zeichner und Bildhauer Fritz Boehle. | 1902                           |            |
| Wohnhäuser Briandring 18, 18a, 20       | Wohnhäuser Briandring 18, 18a, 20      | Briandring 18, 18a, 20 Lage | Drei zusammenhängende Atriumhäuser der Architekten Meid und Romeick aus weiß geschlämmtem Ziegelmauerwerk im Bungalow-Stil um mehrere Innenhöfe mit variierenden Grundrissen | 1958                           |            |
| weitere Bilder                          | Straßenbahndepot                       | Bruchstraße 16 Lage | Drei Wagenhallen der städtischen Trambahn von 1898, 1901 und 1906 in neoromanischen Formen mit eiserner Deckenkonstruktion zwischen massiven Umfangsgewänden | 1912                           |            |
| weitere Bilder                          | Deutschordenshaus                      | Brückenstraße 3 Lage | | ab 1707                        | 153552 DDB |
| weitere Bilder                          | Deutschordenskirche                    | Brückenstraße 5 Lage | | 1307                           | 153553 DDB |
| Brückenstraße 9-11                      | Doppelmietshaus Brückenstraße 9/11     | Brückenstraße 9/11 LageFlur: 475, Flurstück: 4/3, 29/4 | Doppelmietshaus mit barockisierender Fassade und symmetrischen Balkonerkern. Das Haus mit strenger Pilastergliederung war ursprünglich auf das benachbarte Deutschordenshaus bezogen. Nach der Zerstörung im Krieg wurde das Haus 1951 wiederaufgebaut.                                                                                         | um 1905                        |            |
| weitere Bilder                          | Mietshaus Brückenstraße 42             | Brückenstraße 42 LageFlur: 470, Flurstück: 66 | Mietseckhaus der Neurenaissance mit aufwendig gegliederter zweifarbiger Werksteinfassade und Eckerker. Reliefierende Brüstungen und Fensterverdachungen. | 1883                           |            |
| weitere Bilder                          | Mietshaus Brückenstraße 84             | Brückenstraße 84 (Ecke Textorstraße 39) LageFlur: 482, Flurstück: 20/5 | Schlichtes Mietshaus nach Entwürfen von Maximilian Helme in Anlehnung an den Stil der Neurenaissance. | 1900                           |            |
| weitere Bilder                          | Mietshausgruppe Brückenstraße 88/90/92 | Brückenstraße 88/90/92 LageFlur: 482, Flurstück: 40/5, 41/5, 42/5 | Mietshausgruppe mit gotisierenden Fassadenelementen und übergiebelten Hauseingängen von G. Günther. | 1902                           |            |
| weitere Bilder                          | Mietshaus Brückenstraße 94             | Brückenstraße 94 LageFlur: 482, Flurstück: 43/5 | Mietshaus in historisierenden Formen mit zentralem Risalit, Erker und Ziergiebel. Architekt waren die Gebrüder Seeger. | 1907                           |            |
| weitere Bilder                          | Alter Friedhof                         | Brückenstraße LageFlur: 480, Flurstück: 2/1 | Grünanlage auf dem 1812 eröffneten und 1863 aufgelassenem Friedhof. | um 1890                        |            |
| Burnitzstraße 58                        | Beamtenwohnheim Burnitzstraße 58       | Burnitzstraße 58 (= Kennedyallee 65) LageFlur: 533, Flurstück: 8/3 | Beamtenwohnheim in der Tradition des Neoklassizismus nach Entwürfen von Ackermann und Zweifel als konkave Platzbegrenzung | 1923                           |            |
| Burnitzstraße 65–69                     | Mietshausgruppe Burnitzstraße 65/67/69 | Burnitzstraße 65/67/69 LageFlur: 533, Flurstück: 9/3, 65/9, 66/9 | Neoklassizistische Mietshausgruppe nach Entwurf von Valentin Heunisch mit zentralem Erkerrisaliten und Schaufassade ionischer Säulenordnung sowie Zentaurenskulpturen zur Stresemannallee hin. Die Einfriedung ist original. | 1914                           |            |
| weitere Bilder                          | Mietshaus Cranachstraße 1              | Cranachstraße 1 LageFlur: 519, Flurstück: 38 | Mietshaus der Neurenaissance Cranachstraße 1, Teil einer Baugruppe mit Gartenstraße 33–37. Das Haus des Architekten Oswald Bauch hat eine Verblendsteinfassade und reiche Werksteingliederung sowie Eckerker mit Turmaufsatz. | 1881                           |            |
| Cranachstraße 3                         | Mietshaus Cranachstraße 3              | Cranachstraße 3 Lage | Mietshaus wie Cranachstraße 1, jedoch ohne Eckerker dafür aber mit ursprünglicher Einfriedung. | 1881                           |            |

### Dammstraße bis Dürerstraße
| Bild                             | Bezeichnung                                                          | Lage                                                                           | Beschreibung | Bauzeit       | Objekt-Nr. |
| -------------------------------- | -------------------------------------------------------------------- | ------------------------------------------------------------------------------ | --- | ------------- | ---------- |
| weitere Bilder                   | Mühlbruchsiedlung                                                    | Dammstraße 1–7 Lage                                                            | Komplex aus Doppelhäusern | ab 1861       |            |
| weitere Bilder                   | Wohnblock Mühlbruchstraße 15–17, Dammstraße 4–8, Heisterstraße 14–16 | Dammstraße 4-8 Lage                                                            | Spätklassizistischer Wohnhausblock nach Entwürfen von Andreas Simon mit 75 Wohneinheiten | nach 1860     |            |
| weitere Bilder                   | Mietshausblock Danneckerstraße 4/6/8                                 | Danneckerstraße 4/6/8 Lage                                                     | Mietshausgruppe in Formen der Neurenaissance nach Entwürfen von Georg Weigel. Eckbetonung durch Türmchen sowie Erkerrisalit unter Ziergiebel. Zentrale Balkongitter an Nummer 8. Die Balkongitter und die Einfriedung sind original. | 1907          |            |
| Danneckerstraße 22               | Mietshaus Danneckerstraße 22                                         | Danneckerstraße 22 LageFlur: 522, Flurstück: 15                                | Mietshaus der Neurenaissance mit Balkons an Eckfassade. Balkongitter und Einfriedung sind original | 1895          |            |
| Danneckerstraße 29               | Mietshaus Danneckerstraße 29                                         | Danneckerstraße 29 LageFlur: 521, Flurstück: 26                                | Mietshaus in der Tradition des Spätklassizismus nach Entwürfen von Peter Schaffner. Eckfassade mit Balkons und ursprünglicher Einfriedung | 1891          |            |
| Danneckerstraße 30               | Mietshaus Danneckerstraße 30                                         | Danneckerstraße 30 LageFlur: 522, Flurstück: 8                                 | Mietshaus der Neurenaissance nach Entwurf von Wilhelm Müller d. Ä. für L.D.Hochhut. Eckfassade mit Pfeilererker und ursprünglicher Einfriedung. | 1888          |            |
| weitere Bilder                   | Mietshaus Danneckerstraße 33                                         | Danneckerstraße 33 LageFlur: 521, Flurstück: 14                                | Mietshaus der Neurenaissance nach Entwürfen von Heinrich Heyter mit Bänderrustika und gequaderten Lisenen. Die Einfriedung ist ursprünglich | 1888          |            |
| Danneckerstraße 35               | Mietshaus Danneckerstraße 35                                         | Danneckerstraße 35 (= Launitzstraße 11) LageFlur: 521, Flurstück: 13           | Mietshaus der Neurenaissance nach Entwurf von Ernst Friedrich Ambrosius mit Eckfase und einseitig eiserner Balkonkonstruktion. Die Balkongitter sind original. | 1888          |            |
| Danneckerstraße 37               | Mietshaus Danneckerstraße 37                                         | Danneckerstraße 37 (= Launitzstraße 20) LageFlur: 521, Flurstück: 12           | Mietshaus der Neurenaissance mit Eckfassade und originalen Balkongittern | 1893          |            |
| Darmstädter Landstraße 33        | Mietshaus Darmstädter Landstraße 33                                  | Darmstädter Landstraße 33 LageFlur: 590, Flurstück: 14/2                       | Wohnhaus der Neurenaissance nach Entwurf von Anton Eysen mit Verblendsteinfassade und Gliederung in Werkstein | 1885          |            |
| Darmstädter Landstraße 109       | Mietshaus Darmstädter Landstraße 109                                 | Darmstädter Landstraße 109 Lage                                                | Wohnhaus der Neurenaissance nach Entwurf von Johann Ludwig Langeloth mit differenziertem Baukörper und prägnantem Eckturm | ca. 1898      |            |
| weitere Bilder                   | Südfriedhof, Kopfbau                                                 | Darmstädter Landstraße 229 LageFlur: 564, Flurstück: 153/92                    | Die Trauerhalle im Stile des florentinischen Barocks wurde vom damaligen Stadtinspektor Koch entworfen und erst später im Jahre 1896 errichtet. Die Inneneinrichtung wurde von dem Historienmaler Leopold Bode vorgenommen. Die Trauerhalle wurde im Zweiten Weltkrieg weitestgehend zerstört und 1950 wieder aufgebaut. Portalbauten des 1868 eröffneten Friedhofs nach Plänen von J. Lieblein im Stil zwischen Spätklassizismus und Neurenaissance erbaut. Zentraler Kuppelbau auf byzantinischem Grundriss mit arkadierter Verbindung der Flügelbauten. | 1896          |            |
| weitere Bilder                   | Sachsenhäuser Warte                                                  | Darmstädter Landstraße 279 LageFlur: 564, Flurstück: 138/4                     | Spätgotischer Wehrturm als Rudiment der Frankfurter Landwehr. Teilweise Erneuerung 1552. Lüftungskamin der Kanalisation nach 1900. Innerhalb des Wehrhofes Reste eines barocken Forsthauses von 1767 sowie Wappenreliefs an Turmschaft und nördlicher Mauer | 1470/71       |            |
| weitere Bilder                   | Straßenbahn-Stationshaus                                             | Darmstädter Landstraße 730 LageFlur: 630, Flurstück: 17/3, 17/4                | Stationshaus der 1890 gegründeten Frankfurter Waldbahn AG im Stil der Neurenaissance. Fachwerk über massivem Erdgeschoss, Kiosk und Perronhallenteile. | ca. 1897      |            |
| weitere Bilder                   | Frankfurter Haus                                                     | Darmstädter Landstraße 741 LageFlur: 634, Flurstück: 22/1                      | Im Kern barocke Fachwerkbauten von 1701, erweitert 1770. Innerhalb eines ummauerten Areals als Försterei zum Schutz des Frankfurter Stadtwaldes gegen den „Waldfrevel“ der Neu-Isenburger errichtet. | 1701          |            |
| weitere Bilder                   | Deutschherrnbrücke                                                   | Deutschherrenufer Lage                                                         | | 1911 bis 1913 |            |
| Südbahnhof                       | Südbahnhof                                                           | Diesterwegplatz; siehe Hedderichstraße 51–53 Lage                              | |               |            |
| weitere Bilder                   | Mietshaus Diesterwegstraße 14                                        | Diesterwegstraße 14 LageFlur: 516, Flurstück: 61/3                             | Mietshaus nach Entwürfen der Gebrüder Heunisch in Motiven des Jugendstils mit zentralen, durch Erker betontem Risalit | 1903          |            |
| weitere Bilder                   | Doppelmietshaus Diesterwegstraße 16/18                               | Diesterwegstraße 16/18 LageFlur: 516, Flurstück: 5/1, 54/4                     | Doppelmietshaus nach Entwürfen von Peter Umpfenbach in gotisierendem Jugendstil. | 1904          |            |
| weitere Bilder                   | Mietshaus Diesterwegstraße 20                                        | Diesterwegstraße 20 LageFlur: 516, Flurstück: 56/5                             | Mietshaus nach Entwurf von Peter Umpfenbach in gotisierendem Jugendstil mit Werksteinfassade und axialem Erkerrisalit unter Ziergiebel. Teilweise reliefierte Brüstungselemente. | 1903          |            |
| weitere Bilder                   | Mietshaus Diesterwegstraße 22                                        | Diesterwegstraße 22 LageFlur: 516, Flurstück: 6                                | Mietshaus des Jugendstils mit teilweise reliefierter Werksteinfassade | 1903          |            |
| weitere Bilder                   | Mietshaus Diesterwegstraße 24                                        | Diesterwegstraße 24 LageFlur: 516, Flurstück: 7                                | Mietshaus im gotisierenden Jugendstil mit Werksteingliederung sowie axialem Risalit. | 1903          |            |
| Diesterwegstraße 26              | Mietshaus Diesterwegstraße 26                                        | Diesterwegstraße 26 LageFlur: 516, Flurstück: 52/8, 57/8                       | Mietshaus mit Anklängen an den Jugendstil. Die Eckfassade wird durch Balkons akzentuiert. Die Balkongitter sind original. | 1905          |            |
| weitere Bilder                   | Mietshausgruppe Diesterwegstraße 29–37                               | Diesterwegstraße 29–37 Lage                                                    | Mietshausgruppe nach Entwurf von Becker & Beck in gotisierendem Jugendstil mit Verblendsteinfassade und Gliederungselementen in Werkstein. Diesterwegstraße 29 und 37 mit axialer Balkongruppe unter Ziergiebel. | 1904          |            |
| weitere Bilder                   | Postamt 70                                                           | Diesterwegstraße 34 (= Hedderichstraße 72–74) LageFlur: 511, Flurstück: 129/13 | Neoklassizistisches Verwaltungsgebäude mit ionischer Kolossalordnung zwischen halbrunden Ecktürmen in platzbeherrschender Lage. An der Kaulbachstraße formal reduzierte Erweiterung von 1915/16. Genutzt als Postamt 70. | 1914/15       |            |
| Mietshaus Diesterwegstraße 39    | Mietshaus Diesterwegstraße 39                                        | Diesterwegstraße 39 LageFlur: 511, Flurstück: 104/13                           | Mietshaus des Neoklassizismus nach Entwürfen von Ludwig Maul mit kolossaler Pilastergliederung und beidseitigen Risaliten unter Ziergiebel. | 1905          |            |
| Dreikönigsbrunnen                | Dreikönigsbrunnen                                                    | Dreikönigstraße vor 32 Lage                                                    | Der Dreikönigsbrunnen aus dem Jahr 1781 wurde aus der Pumpensäule eines mittelalterlichen Ziehbrunnens aus dem 14. Jh. für rund 400 Gulden zu einem klassizistischen Pumpenbrunnen umgestaltet. 1887, nach dem Zweiten Weltkrieg wurde der Brunnen erneuert. Auf dem viereckigen Pfeiler mit Fries steht die Statue der Heiligen Drei Könige. | 1781          |            |
| Dreikönigskirche                 | Evangelische Dreikönigskirche                                        | Dreikönigstraße 32 Lage                                                        | Die Dreikönigskirche ist eine evangelische Kirche. Der neugotische Bau entstand 1875 bis 1880 nach einem Entwurf von Dombaumeister Franz Josef Denzinger am südlichen Mainufer. | 1875 bis 1880 |            |
| Städelschule                     | Städelschule                                                         | Dürerstraße/Schaumainkai 63 Lage                                               | Wiederaufbau nach Plänen von Johannes Krahn als moderner Baukörper mit hohen Räumen auf den Fundamenten des ehemaligen Ateliergebäudes | 1955          |            |
| Schaumainkai 55, Städelstraße 28 | Schaumainkai 55, Städelstraße 28                                     | Schaumainkai 55, Städelstraße 28, Dürerstraße 9 LageFlur: 526, Flurstück: 5/2  | Verwaltungsgebäude von 1955–1957 nach Entwurf von Rimpl und Wolf erbaut. | 1955–1957     | 153772     |

### Eschenbachstraße bis Große Rittergasse
| Bild                                  | Bezeichnung                           | Lage                                      | Beschreibung | Bauzeit         | Objekt-Nr. |
| ------------------------------------- | ------------------------------------- | ----------------------------------------- | --- | --------------- | ---------- |
| Eschenbachstraße 25                   | Wohnhaus Eschenbachstraße 25          | Eschenbachstraße 25 Lage                  | Expressionistisches Wohnhaus nach Entwurf von Fritz Voggenberger als wuchtiger Kubus aus Bruchsteinmauerwerk | 1922            |            |
| weitere Bilder                        | Wohnhaus Franz-Lenbach-Straße 2       | Franz-Lenbach-Straße 2 Lage               | Wohnhaus des Neoklassizismus nach Entwurf der Gebrüder Heunisch. Gliederung durch Pilaster und Eckrisalit in Werkstein. Teil einer Baugruppe mit Böcklinstraße 2–6. Die Einfriedung ist original. | 1913            |            |
| Lastträger                            | Lastträger                            | Friedensbrücke Lage                       | Bronzeabguss des Standbildes „Der Hafenarbeiter“ nach Entwurf von Constantin Meunier. Seit 1910 befindet sich das Werk auf dem südlichen Brückenkopf der Friedensbrücke | 1896            |            |
| Gartenstraße 1                        | Wohnhaus Gartenstraße 1               | Gartenstraße 1 Lage                       | Wohnhaus der Neurenaissance mit regelmäßiger Gliederung und Eckfassade | 1888            |            |
| Gartenstraße 3–5                      | Doppelmietshaus Gartenstraße 3/5      | Gartenstraße 3/5 Lage                     | Doppelmietshaus in Formen des Spätklassizismus mit gleichmäßiger Fassadenrasterung und Eckfase. Gartenstraße 3 ist durch einen axialen Risalit betont. Die Einfriedung ist original. | 1882            |            |
| weitere Bilder                        | Doppelmietshaus Gartenstraße 8/8a     | Gartenstraße 8/8a Lage                    | Doppelmietshaus des Neobarock mit reich gegliederter Fassade sowie reliefierten Sturz- und Brüstungsfeldern an symmetrischen Erkerrisaliten. Originale Balkongitter und Einfriedung | 1912            |            |
| weitere Bilder                        | Wohnhaus Gartenstraße 10              | Gartenstraße 10 Lage                      | Wohnhaus der Neurenaissance mit Verblendsteinfassade und Werksteingliederung sowie Seitenrisalit unter Ziergiebel. Teilweise originale Einfriedung. | 1895            |            |
| Mietshausgruppe Gartenstraße 33/35/37 | Mietshausgruppe Gartenstraße 33/35/37 | Gartenstraße 33/35/37 Lage                | Mietshausgruppe der Neurenaissance nach Entwurf von Oswald Bauch mit Verblendsteinfassade und Sandsteingliederung. Teil einer Baugruppe mit Cranachstraße 1 und 3 | 1881            |            |
| weitere Bilder                        | Geschäftshaus Gartenstraße 49         | Gartenstraße 49 Lage                      | Geschäftshaus des Neoklassizismus nach Entwürfen von Josef Rindsfüßer und Martin Kühn. Dachgeschoss modern verändert. | 1908            |            |
| Gartenstraße 73                       | Mietshaus Gartenstraße 73             | Gartenstraße 73 (= Holbeinstraße 15) Lage | Mietshaus des Neobarock nach Entwurf von Martin Löffler mit nobler Werksteinfassade. Originale Balkongitter und Einfriedung | 1902            |            |
| Gartenstraße 82                       | Mietshaus Gartenstraße 82             | Gartenstraße 82 Lage                      | Mietshaus nach Entwurf von Albert Klöckner in historisierenden Formen mit axialem Eckrisalit. | 1902            |            |
| Gartenstraße 84-86                    | Doppelmietshaus Gartenstraße 84/86    | Gartenstraße 84/86 Lage                   | Doppelmietshaus im barockisierenden Jugendstil nach Entwurf von Heinrich Anthes, Beidseitig axialer Balkonrisalit unter Giebel. | 1902            |            |
| Rotkäpchenbrunnen                     | Rotkäppchenbrunnen                    | Gartenstraße (=Kennedyallee) Lage         | Der Rotkäppchen-Brunnen wurde 1912 von dem Frankfurter Bildhauer Johann Joseph Belz aus Kunststein geschaffen. Im April 1912 wurde er ursprünglich gegenüber der Schillerschule aufgestellt und 1964 etwa 100 Meter südwestlicher auf den heutigen Platz versetzt. Der Brunnen trägt auf einem Sockel zwei plastische Gestalten und ist symmetrisch aufgebaut. | 1912            |            |
| weitere Bilder                        | Hirsch-Brunnen                        | Große Rittergasse Lage                    | Bereits auf Merians Plan von 1628 ist ein mittelalterlicher Ziehbrunnen, der Tiergartenbrunnen, dargestellt. Der heutige Brunnen stammt aus dem Jahr 1796 in dem er vom Zieh- zum Pumpenbrunnen umgebaut wurde. Das im traditionellen Rokokostil geschmiedete Pumpengestängewurde 1890 durch einen unbekannten Kunstschmied geschaffen. 1962 renovierte Georg Krämer den Hirschbrunnen. Der Hirsch auf der Deckplatte verweist auf den früher dort gelegenen Tiergarten und/oder an die sagenhafte Hirschkuh, die Karl dem Großen auf der Flucht vor den Sachsen den rettenden Weg durch die Mainfurt wies. | 1796            |            |
| Fleischerbrunnen                      | Fleischer-Brunnen                     | Große Rittergasse Lage                    | Der Fleischer- oder Flößerbrunnen ist ein klassizistischer Pumpenbrunnen aus der Zeit um 1800. Seinen Namen hat er vom damaligen Nachbarhaus „Zum Fleischer“. Der Brunnen auf dem Fünffingerplätzchen wurde im Zweiten Weltkrieg weitgehend durch Bomben zerstört. 1968 wurde er durch den Frankfurter Bildhauer Georg Krämer nach alten Ansichten und Fragmenten rekonstruiert. | 1968            |            |
| Große Rittergasse 49–51               | Wohnhaus Große Rittergasse 49         | Große Rittergasse 49 Lage                 | Mietshaus der Neurenaissance | 1905            |            |
| Große Rittergasse 49–51               | Wohnhaus Große Rittergasse 51         | Große Rittergasse 51 Lage                 | Mietshaus der Neurenaissance | 1905            |            |
| Große Rittergasse 61                  | Wohnhaus Große Rittergasse 61         | Große Rittergasse 61 Lage                 | Klassizistisches Wohnhaus des 19. Jahrhunderts mit Fachwerk unter Verputz | 19. Jahrhundert |            |
| Große Rittergasse 63                  | Wohnhaus Große Rittergasse 63         | Große Rittergasse 63 Lage                 | Im Kern barockes Fachwerkhaus des 18. Jahrhunderts | 18. Jahrhundert |            |
| Große Rittergasse 64                  | Wohnhaus Große Rittergasse 64         | Große Rittergasse 64 Lage                 | Im Kern barockes Fachwerkhaus des 18. Jahrhunderts | 18. Jahrhundert |            |
| Große Rittergasse 65                  | Wohnhaus Große Rittergasse 65         | Große Rittergasse 65 Lage                 | Im Kern barockes Fachwerkhaus des 18. Jahrhunderts | 18. Jahrhundert |            |
| Große Rittergasse 67                  | Wohnhaus Große Rittergasse 67         | Große Rittergasse 67 Lage                 | Im Kern barockes Fachwerkhaus des 18. Jahrhunderts | 18. Jahrhundert |            |
| Große Rittergasse 69                  | Wohnhaus Große Rittergasse 69/71      | Große Rittergasse 69/71 Lage              | Schlichtes Mietshaus | um 1870         |            |
| weitere Bilder                        | Wohnhaus Große Rittergasse 73         | Große Rittergasse 73 Lage                 | Im Kern barocker Fachwerkbau des 18. Jahrhunderts mit axialem Zwerchhaus | 18. Jahrhundert |            |
| Wohnhaus Große Rittergasse 75         | Wohnhaus Große Rittergasse 75         | Große Rittergasse 75 Lage                 | Im Kern barockes Fachwerkhaus des 18. Jahrhunderts | 18. Jahrhundert |            |
| Große Rittergasse 77                  | Wohnhaus Große Rittergasse 77         | Große Rittergasse 77 Lage                 | Im Kern barockes Fachwerkhaus des 18. Jahrhunderts | 18. Jahrhundert |            |
| Große Rittergasse 79                  | Wohnhaus Große Rittergasse 79         | Große Rittergasse 79 Lage                 | Barockes Fachwerkhaus im modernen Geschmack restauriert mit veränderter Dachlandschaft | 1732            |            |
| Große Rittergasse 81                  | Wohnhaus Große Rittergasse 81         | Große Rittergasse 81 Lage                 | Im Kern barocker Fachwerkbau des 18. Jahrhunderts | 18. Jahrhundert |            |
| weitere Bilder                        | Tor und Kuhhirtenturm                 | Große Rittergasse 118 Lage                | Der Kuhhirtenturm, auch „Elefant“ genannt, wurde um das Jahr 1490 erbaut. Er ist der einzige erhalten gebliebene Wehrturm des südmainischen Teils der Frankfurter Stadtbefestigung. Von 1923 bis 1927 wohnte der Komponist Paul Hindemith zeitweilig im Obergeschoss des Kuhhirtenturms. Das Bauwerk wurde 1943 im Zweiten Weltkrieg schwer beschädigt und im Jahr 1957 wieder aufgebaut. | um 1490         |            |
| weitere Bilder                        | Bäcker-Brunnen                        | Große Rittergasse neben 118 Lage          | 1794 wurde der mittelalterlichen Ziehbrunnen in der Elisabethenstraße zu einem klassizistischen Pumpenbrunnen umgebaut. Nachdem die gesamte Elisabethenstraße 1943 im Krieg zerstört wurde,wurde der Standort verlegt. Der Frankfurter Bildhauer Georg Krämer restaurierte den Brunnen, der am 20. August 1960 eröffnet wurde. Ein handelt sich um einen einfachen Pfeiler aus rotem Sandstein mit aufgesetzten Quadern, Gesims und Vase. | 1794            |            |

### Von Gutzkowstraße bis Johanna-Melber-Weg
| Bild                          | Bezeichnung                                                          | Lage                                                                | Beschreibung | Bauzeit       | Objekt-Nr. |
| ----------------------------- | -------------------------------------------------------------------- | ------------------------------------------------------------------- | --- | ------------- | ---------- |
| weitere Bilder                | Heinrich-von-Stephan-Schule und benachbartes Direktorenwohnhaus      | Gutzkowstraße 48 LageFlur: 520, Flurstück: 39/27                    | Schulgebäude der Heinrich-von-Stephan-Schule im Stil der italienischen Renaissance nach Entwurf von Gustav Albert Behnke. Das Gebäude ist in Verblendmauerwerk mit Werksteingliederung ausgeführt. Die symmetrische Fassade ist durch Risalite akzentuiert. Das benachbarte Direktorenwohnhaus zeigt barockisierende Formen. | 1874/75       |            |
| weitere Bilder                | Doppelmietshaus Gutzkowstraße 65/67                                  | Gutzkowstraße 65/67 Lage                                            | Doppelmietshaus in Formen des Spätklassizismus mit zentrierendem Risalit. | 1879          |            |
| weitere Bilder                | Mietshaus Hans-Thoma-Straße 3                                        | Hans-Thoma-Straße 3 Lage                                            | Mietshaus in neobarocken Formen nach Entwurf von Paul Junior mit zentrierendem Balkonerker. | 1910          |            |
| weitere Bilder                | Mietshaus Hans-Thoma-Straße 5                                        | Hans-Thoma-Straße 5 Lage                                            | Mietshaus in Anlehnung an Stilformen des Barock nach Entwurf von Paul Junior mit seitlichem Erkerrisalit unter Ziergiebel. | 1910          |            |
| weitere Bilder                | Mietshaus Hans-Thoma-Straße 9                                        | Hans-Thoma-Straße 9 Lage                                            | Mietshaus in vorwiegend neoklassizistischen Formen nach Entwürfen von Carl Bauer mit zentrierendem Erker. | 1912          |            |
| weitere Bilder                | Mietshaus Hans-Thoma-Straße 11                                       | Hans-Thoma-Straße 11 Lage                                           | Mietshaus vornehmlich neoklassizistischer Prägung mit frontalem Risalit und Eckerker in Werksteingliederung. Originale Balkongitter. | 1910          |            |
| Hedderichstraße 50–52         | Mietshaus Hedderichstraße 50–52                                      | Hedderichstraße 50–52 Lage                                          | Mietshaus der Neogotik nach Entwürfen von Friedrich Weil mit polygonalem Eckerker und Kegeldach. | 1903          |            |
| Hedderichstraße 54            | Mietshaus Hedderichstraße 54                                         | Hedderichstraße 54 (= Stegstraße) Lage                              | Mietshaus der Neogotik nach Entwurf von Friedrich Weil mit zweiseitig axialen Risaliten. Die Einfriedung ist ursprünglich. |               |            |
| weitere Bilder                | Südbahnhof                                                           | Hedderichstraße 51–53 (= Diesterwegplatz) Lage                      | Südbahnhof. 1914 wurde das bis heute erhaltene Empfangsgebäude eröffnet. In seinen reduzierten Jugendstilformen ähnelt es etwas dem im gleichen Jahr eröffneten Bahnhof Frankfurt-Höchst. | 1912–1916     |            |
| weitere Bilder                | DB-Verwaltungsgebäude                                                | Hedderichstraße 55–57 Lage                                          | Ehemaliges Verwaltungsgebäude der Bebraer Bahn in Formen des Spätklassizismus mit Axialrisalit an der Eckfassade als Abschluss des Diesterwegplatzes. Ostflügel des Winkelbaus 1909 nach Süden erweitert. | 1874          |            |
| Hedderichstraße 61            | Ehemaliges Kassengebäude der Bebraer Bahn                            | Hedderichstraße 59–61 Lage                                          | Ehemaliges Kassengebäude der Bebraer Bahn in spätklassizistischen Formen. 1909 wurde das Haus zu Wohnzwecken der Bahnmitarbeiter umgebaut. | 1874          |            |
| weitere Bilder                | Ehemaliges Direktionswohnhaus der Bebraer Bahn                       | Hedderichstraße 63 Lage                                             | Ehemaliges Direktionswohnhaus der Bebraer Bahn in aufwendigem spätklassizistischem Dekor. Bezug der Risalitgliederung auf die Ecksituation. Loggia mit ionischen Säulen unter originaler Balkonüberdachung in Gusseisen. | 1874          |            |
| weitere Bilder                | Ehemaliges Bürogebäude der Bebraer Bahn                              | Hedderichstraße 65 (= Schweizer Straße 108) Lage                    | Ehemaliges Bürogebäude der Bebraer Bahn in spätklassizistischen Formen. Seit 1909 als Wohnhaus für Bahnmitarbeiter genutzt. Das Dach ist modern verändert. | 1874          |            |
| weitere Bilder                | Ehemaliges Bürogebäude der Bebraer Bahn                              | Hedderichstraße 67–69a Lage                                         | Wie Nummer 65, jedoch mit axialem Risalit unter einem Dreiecksgiebel. | 1874          |            |
| weitere Bilder                | Postamt 70                                                           | Hedderichstraße 72–74 (=Diesterwegstraße 34) Lage                   | | 1914/15       |            |
| weitere Bilder                | Verwaltungsgebäude D. Stempel AG                                     | Hedderichstraße 104–114 Lage                                        | Portalanlagen des Verwaltungstraktes der D. Stempel AG von 1908 und 1924 in Anlehnung an Formen des süddeutschen Barocks nach Entwürfen von Louis von Stempel | 1908 und 1924 |            |
| Mietshaus Hedderichstraße 116 | Mietshaus Hedderichstraße 116                                        | Hedderichstraße 116 Lage                                            | Mietshaus in gotisierenden Formen nach Entwürfen von Friedrich Weil mit ornamental gegliederter Fassade im Wechsel von Putz- und Verblendsteinflächen. | 1901          |            |
| weitere Bilder                | Mietshaus Hedderichstraße 118                                        | Hedderichstraße 118 Lage                                            | Mietshaus in gotisierenden Formen nach Entwürfen von Friedrich Weil hinter Verblendsteinfassade. | 1901          |            |
| Hedderichstraße 120           | Mietshaus Hedderichstraße 120                                        | Hedderichstraße 120 Lage                                            | wie Nummer 116 | 1901          |            |
| Hedderichstraße 122           | Mietshaus Hedderichstraße 122                                        | Hedderichstraße 122 Lage                                            | wie Nummer 116 | 1901          |            |
| Hedderichstraße 124           | Mietshaus Hedderichstraße 124                                        | Hedderichstraße 124 Lage                                            | Wie Nummer 116 | 1901          |            |
| Hedderichstraße 126           | Mietshaus Hedderichstraße 126                                        | Hedderichstraße 126 Lage                                            | Wie Nummer 116 | 1901          |            |
| Hedderichstraße 130           | Mietshaus Hedderichstraße 130                                        | Hedderichstraße 130 Lage                                            | Mietshaus der Neogotik nach Entwurf von Friedrich Weil mit Verbundsteinfassade und Gliederung in Werkstein. Asymmetrischer Eckrisalit. | 1903          |            |
| Hedderichstraße 132           | Mietshaus Hedderichstraße 132                                        | Hedderichstraße 132 (Doppelhaus mit Oppenheimer Landstraße 73) Lage | Mietshaus der Neogotik nach Entwurf von Friedrich Weil mit Verblendsteinfassade und Sandsteingliederung sowie polygonalem Eckerker unter Zwiebelkuppel. | 1903          |            |
| weitere Bilder                | Heimatsiedlung                                                       | Heimatring 1–46 Lage                                                | Siedelung nach städtebaulicher Planung von Ernst May, H. Boehm und Berke. Entwurf Franz Roeckle. Komplex aus 9 zur Mörfelder Landstraße hin parallelen Wohnblocks im sachlichen Stil der 1920er Jahre. Ursprünglich Wohnanlage der „Wohnungsbaugesellschaft Heimat – gemeinnützige Bau- und Siedlungs-AG, Berlin“.           | 1927–1930     |            |
| weitere Bilder                | Wohnblock Mühlbruchstraße 15–17, Dammstraße 4–8, Heisterstraße 14–16 | Heisterstraße 14–16 Lage                                            | Spätklassizistischer Wohnhausblock nach Entwürfen von Andreas Simon mit 75 Wohneinheiten |               |            |
| weitere Bilder                | Mühlbruchsiedlung                                                    | Heisterstraße 20–30 Lage                                            | Komplex aus Doppelhäusern | ab 1861       |            |
| Holbeinstraße 8               | Wohnhaus Holbeinstraße 8                                             | Holbeinstraße 8 Lage                                                | Wohnhaus der Heogotik nach Entwürfen von Alfred Christian Günther in Bruchsteinmauerwerk. Plastische Gebäudekontur durch asymmetrische Risalite. Überkuppelte Erker und Balkons. Ursprüngliche Einfriedung. | 1902          |            |
| weitere Bilder                | Wohnhaus Holbeinstraße 12                                            | Holbeinstraße 12 Lage                                               | Jugendstilwohnhaus. Ursprüngliche Einfriedung. | 1906          |            |
| weitere Bilder                | Wohnhaus Holbeinstraße 14                                            | Holbeinstraße 14 Lage                                               | Wohnhaus der Neurenaissance mit asymmetrischem Risalit und Eckerker. Ursprüngliche Einfriedung | 1902          |            |
| weitere Bilder                | Wohnhaus Holbeinstraße 15                                            | Holbeinstraße 15 Lage                                               | Siehe Gartenstraße 73 |               |            |
| weitere Bilder                | Wohnhaus Holbeinstraße 16                                            | Holbeinstraße 16 Lage                                               | Schlichtes Wohnhaus der Neurenaissance. Balkongitter sind original. | 1902          |            |
| weitere Bilder                | Wohnhaus Holbeinstraße 18                                            | Holbeinstraße 18 Lage                                               | Wohnhaus des Neobarock nach Entwürfen von J. Rindsfüßer & M. Kühn mit reliefierter Zierfassade in Werkstein und seitlichem Erkerrisalit. Ursprüngliche Einfriedung. | 1902          |            |
| Holbeinstraße 20              | Wohnhaus Holbeinstraße 20                                            | Holbeinstraße 20 Lage                                               | Mietshaus des Neobarock mit Seitenrisalit und Eckerker. Ursprüngliche Einfriedung. | 1902          |            |
| Carl-Schurz-Schule            | Carl-Schurz-Schule                                                   | Holbeinstraße 21–23 Lage                                            | Viergeschossiger Baukörper des Architekten J. Bischof mit stark gegliederter Fassade als Eckbebauung, dahinter Schulhof. Mahnmal von G. Krämer aus dem Jahr 1958/59 | 1957          |            |
| weitere Bilder                | Wohnhaus Holbeinstraße 38                                            | Holbeinstraße 38 Lage                                               | Mietshaus des Neoklassizismus nach Entwürfen von O. Bäppler. Akzentuierung der Front durch markanten Risalit. Teil einer Baugruppe mit Böcklinstraße 1 und Passavantstraße 1–5 | 1913          |            |
| weitere Bilder                | Katholische St.-Bonifatius-Kirche                                    | Holbeinstraße 68–70 Lage                                            | St. Bonifatius ist eine römisch-katholische Kirche, die zum Bistum Limburg gehört. Die nach Entwürfen von Martin Weber im Stil des Backsteinexpressionismus erbaute Kirche wurde 1927 geweiht. | 1927          |            |
| weitere Bilder                | Böschungsmauer und Pavillon                                          | Hühnerweg (= Offenbacher Landstraße) Lage                           | Neoklassizistische Stützmauer gegen den Mühlberg mit Treppenaufgang und polygonalem Pavillon | 1907          |            |
| weitere Bilder                | Willemer-Häuschen                                                    | Hühnerweg 74 Lage                                                   | Willemer-Häuschen, klassizistisches Gartenhäuschen | um 1810       |            |
| weitere Bilder                | Altenwohnheim Johanna-Melber-Weg 11–21                               | Johanna-Melber-Weg 11–21 Lage                                       | Altenwohnheim mit 112 Ein- und Zwei-Bett-Appartements in zwei Wohnblocks in einer parkähnlichen Grünanlage für die Gemeinnützige Gesellschaft für Wohnheime und Arbeiterwohnungen. Architekten waren H. U. Krauss, H.H. Schlüter. Basaltfigur von Hans Steinbrenner                                                          | 1961–1964     |            |

### Kaulbachstraße bis Kleine Rittergasse
| Bild                           | Bezeichnung                              | Lage                                                                 | Beschreibung | Bauzeit         | Objekt-Nr. |
| ------------------------------ | ---------------------------------------- | -------------------------------------------------------------------- | --- | --------------- | ---------- |
| weitere Bilder                 | Postamt 70                               | Kaulbachstraße 1 (=Hedderichstraße 72–74; =Diesterwegstraße 34) Lage | | 1914/15         |            |
| weitere Bilder                 | siehe Schweizer Straße 98                | Kaulbachstraße 37 (= Schweizer Straße 98) Lage                       | |                 |            |
| Rotkäpchenbrunnen              | Rotkäppchenbrunnen                       | Kennedyallee (= Gartenstraße) Lage                                   | Der Rotkäppchen-Brunnen wurde 1912 von dem Frankfurter Bildhauer Johann Joseph Belz aus Kunststein geschaffen. Im April 1912 wurde er ursprünglich gegenüber der Schillerschule aufgestellt und 1964 etwa 100 Meter südwestlicher auf den heutigen Platz versetzt. Der Brunnen trägt auf einem Sockel zwei plastische Gestalten und ist symmetrisch aufgebaut. | 1912            |            |
| Kennedyallee 35–37             | Doppelmietshaus Kennedyallee 35/37       | Kennedyallee 35/37 Lage                                              | Doppelmietshaus | 1914            |            |
| Kennedyallee 36–38             | Doppelmietshaus Kennedyallee 36/38       | Kennedyallee 36/38 Lage                                              | Doppelmietshaus | 1913            |            |
| Kennedyallee 65                | Villa Kennedyallee 65                    | Kennedyallee 65 (= Burnitzstraße 58) Lage                            | Villa |                 |            |
| Villa Kennedyallee 70          | Villa Kennedyallee 70                    | Kennedyallee 70 Lage                                                 | Die Villa wurde nach Entwürfen des Frankfurter Architekten Alfred Günther um 1905 in den historisierenden Formen der Gotik und der Renaissance und mit einer hochwertigen Werksteinfassade errichtet. Es besitzt eine Risalitgliederung und wird auf der östlichen Seite von einem Eckturm abgeschlossen. Es handelt sich heute um den Zentralbau eines Hotels. | 1905            |            |
| weitere Bilder                 | Villa Kennedyallee 72                    | Kennedyallee 72 Lage                                                 | Villa | 1905            |            |
| weitere Bilder                 | Ruhebank                                 | vor Kennedyallee 72 Lage                                             | Ruhebank | um 1800         |            |
| Verkaufskontor der Hoechst-AG  | Verkaufskontor der Hoechst-AG            | Kennedyallee 76 (=Vogelweidstraße 22) Lage                           | Verkaufskontor der Hoechst-AG. Architekten waren Meid, Romeick. | 1956            |            |
| Kennedyallee 94                | Villa Kennedyallee 94                    | Kennedyallee 94 Lage                                                 | Villa | 1920            |            |
| weitere Bilder                 | Doppelmietshaus Kennedyallee 99/99a      | Kennedyallee 99/99a Lage                                             | Doppelmietshaus | 1905            |            |
| Kennedyallee 100/102           | Doppelmietshaus 100/102                  | Kennedyallee 100/102 Lage                                            | Doppelmietshaus und Sitz des Salon Kennedy, der permanente Ausstellungsort der Cultural Avenue, die Agentur für zeitgenössische Kulturprojekte. | 1904            |            |
| weitere Bilder                 | Doppelmietshaus Kennedyallee 101/101a    | Kennedyallee 101/101a Lage                                           | Doppelmietshaus | 1927            |            |
| Kennedyallee 111 und 113       | Doppelmietshaus Kennedyallee 111/113     | Kennedyallee 111/113 Lage                                            | Doppelmietshaus | 1902            |            |
| Züblin-Verwaltung              | Züblin-Verwaltung                        | Kennedyallee 115–117 Lage                                            | Verwaltungsgebäude aus mit Klinkermauerwerk ausgefachtem Betonskelett auf winkelförmigem Grundriss nach Plänen von August, Wolfram & Harald Härter, jetzt türkisches Generalkonsulat | 1958            |            |
| Kennedyallee 123               | Villa Kennedyallee 123                   | Kennedyallee 123 Lage                                                | Neoklassizistische Villa nach Entwurf von Wilhelm Grünewald mit axialem Balkonerker und reliefiertem Zwerchhausgiebel. Originale Balkongitter. | 1908            |            |
| Kennedyallee 125               | Wohnhaus Kennedyallee 125                | Kennedyallee 125 Lage                                                | Wohnhaus des Neoklassizismus nach Entwurf von Ernst Friedrich Ambrosius | 1912            |            |
| weitere Bilder                 | Villa Mumm                               | Kennedyallee 151 Lage                                                | Die Villa Mumm ist ein Palais-artiges Gebäude in Frankfurt am Main und heute der Sitz des Bundesamtes für Kartographie und Geodäsie (BKG). Die repräsentative Villa wurde nach Plänen von Aage Basse Gustav von Kaufmann erbaut. Stilistisch lehnt sie sich an Formen der italienischen Hochrenaissance an. Das Hauptgebäude ist plastisch gegliedert. Der zentrale Eingang wird durch Frontispiz und überwölbte Zufahrt akzentuiert. Vestibül, Haupthalle, Bibliothek sowie verschiedene Wohnräume verfügen über originale Ausstattung. Neben der Villa steht auch der Park unter Denkmalschutz. | 1902 bis 1904   |            |
| weitere Bilder                 | Steinernes Haus                          | Klappergasse 3 LageFlur: 477, Flurstück: 146/103                     | Spätgotisches Wohnhaus mit weitgehend originalem Schildgiebel. Im Inneren ist das Haus modern verändert. | 15. Jahrhundert |            |
| Frau-Rauscher-Brunnen          | Frau-Rauscher-Brunnen                    | Klappergasse vor 10 LageFlur: 477, Flurstück: 139/45                 | Der von Georg Krämer gestaltete Brunnen aus dem Jahr 1961 erinnert an die im Fastnachtslied bekannt gewordene Frau Rauscher. | 1961            |            |
| Klappergasse 12                | Wohnhaus Klappergasse 12                 | Klappergasse 12 LageFlur: 477, Flurstück: 46/1                       | Barockes Fachwerkhaus, im Inneren modern verändert. | 18. Jahrhundert |            |
| Klappergasse 14                | Wohnhaus Klappergasse 14                 | Klappergasse 14 LageFlur: 477, Flurstück: 47                         | Im Kern barockes Fachwerkhaus | 18. Jahrhundert |            |
| Klappergasse 16                | Wohnhaus Klappergasse 16                 | Klappergasse 16 LageFlur: 477, Flurstück: 48                         | Barockes Fachwerkhaus | 18. Jahrhundert |            |
| weitere Bilder                 | Klappergass-Brunnen                      | Klappergasse 20 LageFlur: 477, Flurstück: 53/8                       | Der 1798 geschaffene frühere Hintergaßbrunnen wurde nach Renovierung 1966 unter dem Namen Klappergaßbrunnen an der Nordseite der Klappergasse aufgestellt. | 1798            |            |
| weitere Bilder                 | Laterne                                  | Klappergasse neben 20 LageFlur: 477, Flurstück: 53/8                 | Historische Gas-Laterne | 19. Jahrhundert |            |
| Wohnhaus Klappergasse 27       | Wohnhaus Klappergasse 27                 | Klappergasse 27 LageFlur: 477, Flurstück: 90/2                       | Spätklassizistisches Mietshaus | um 1850         |            |
| weitere Bilder                 | Wohnhaus Klappergasse 28                 | Klappergasse 28 LageFlur: 477, Flurstück: 56                         | Barockes Fachwerkhaus | 18. Jahrhundert |            |
| Klappergasse 29                | Wohnhaus Klappergasse 29                 | Klappergasse 29 LageFlur: 477, Flurstück: 89                         | Schlichtes Mietshaus des Spätklassizismus | um 1850         |            |
| Klappergasse 30                | Wohnhaus Klappergasse 30                 | Klappergasse 30 LageFlur: 477, Flurstück: 57                         | Im Kern barockes Fachwerkhaus | 18. Jahrhundert |            |
| Klappergasse 31–33             | Wohnhaus Klappergasse 31–33              | Klappergasse 31–33 LageFlur: 477, Flurstück: 87, 88                  | Barocke Mietshäuser mit jeweils axialem Zwerchhaus | 1793            |            |
| Klappergasse 32                | Wohnhaus Klappergasse 32                 | Klappergasse 32 LageFlur: 477, Flurstück: 58                         | Im Kern barockes Fachwerkhaus | 18. Jahrhundert |            |
| Klappergasse 35                | Wohnhaus Klappergasse 35                 | Klappergasse 35 LageFlur: 477, Flurstück: 85                         | Barockes Fachwerkhaus | 18. Jahrhundert |            |
| Klappergasse 37                | Wohnhaus Klappergasse 37                 | Klappergasse 37 LageFlur: 477, Flurstück: 84                         | Barockes Fachwerkhaus | 18. Jahrhundert |            |
| Wohnhaus Kleine Rittergasse 2  | Wohnhaus Kleine Rittergasse 2            | Kleine Rittergasse 2 LageFlur: 476, Flurstück: 47/1                  | Barockes Fachwerkhaus mit dominierendem Zwerchhaus | 18. Jahrhundert |            |
| Kleine Rittergasse 3           | Wohnhaus Kleine Rittergasse 3            | Kleine Rittergasse 3 LageFlur: 477, Flurstück: 145/71                | Barockes Fachwerkhaus, modern verändert | 18. Jahrhundert |            |
| Kleine Rittergasse 13          | Wohnhaus Kleine Rittergasse 13           | Kleine Rittergasse 13 LageFlur: 477, Flurstück: 73                   | Schmales spätklassizistisches Mietshaus hinter verschieferter Fassade | um 1850         |            |
| weitere Bilder                 | Wohnhaus Kleine Rittergasse 15           | Kleine Rittergasse 15 LageFlur: 477, Flurstück: 67/1                 | Barockes Fachwerkhaus mit verschiefertem Obergeschoss und Zwerchhaus | 18. Jahrhundert |            |
| Bild gesucht BW                | Wohnhaus Kleine Rittergasse 17           | Kleine Rittergasse 17 LageFlur: 477, Flurstück: 66                   | Schlichtes barockes Fachwerkhaus | 18. Jahrhundert |            |
| Wohnhaus Kleine Rittergasse 19 | Wohnhaus Kleine Rittergasse 19           | Kleine Rittergasse 19 LageFlur: 477, Flurstück: 65                   | Spätklassizistisches Mietshaus mit modernistisch umgestaltetem Fachwerk | um 1850         |            |
| Kleine Rittergasse 21          | Wohnhaus Kleine Rittergasse 21           | Kleine Rittergasse 21 LageFlur: 477, Flurstück: 64                   | Mietshaus von 1975 über barockem Fundament | 1975            |            |
| Kleine Rittergasse 35          | Wohnhaus Kleine Rittergasse 35           | Kleine Rittergasse 35 LageFlur: 477, Flurstück: 61,62                | Im Kern barockes Fachwerkhaus | 18. Jahrhundert |            |
| Wohnhaus Kleine Rittergasse 37 | Wohnhaus Kleine Rittergasse 37           | Kleine Rittergasse 37 LageFlur: 477, Flurstück: 60                   | Barockes Wohnhaus, modern verändert | 18. Jahrhundert |            |
| weitere Bilder                 | Wohnhaus Kleine Rittergasse 41           | Kleine Rittergasse 41 LageFlur: 477, Flurstück: 78                   | Barockes Fachwerkhaus | 1737            |            |
| weitere Bilder                 | Wohnblock Kranichsteiner Straße 22/24/26 | Kranichsteiner Straße 22/24/26 LageFlur: 487, Flurstück: 71/15       | Wohnblock nach Entwürfen von Ernst Balser aus differenzierten Baukörpern aus trapezoidem Grundstück in Ecksituation. Klinkerfassade mit den typischen Architekturdetails der 1920er Jahre: horizontale Fensterbänder, Prismenverglasung | 1926            |            |

## Abgegangene Kulturdenkmäler
| Bild            | Bezeichnung                    | Lage                                                       | Beschreibung | Bauzeit | Objekt-Nr. |
| --------------- | ------------------------------ | ---------------------------------------------------------- | --- | ------- | ---------- |
| Bild gesucht BW | Wohnhaus Kleine Rittergasse 9a | Kleine Rittergasse 9a LageFlur: 477, Flurstück: 76/2, 76/3 | Schmales spätklassizistisches Mietshaus hinter verschieferter Fassade, abgerissen und gemeinsam mit Kleine Rittergasse 11 neu errichtet | um 1850 |            |